# Módy Jenő
Módy Jenő (Marosvásárhely, 1927. május 22. – Marosvásárhely, 1999. szeptember 27.) erdélyi magyar orvos, az orvostudományok doktora, egyetemi oktató, orvosi szakíró.

## Életútja, munkássága
Szülővárosa Református Kollégiumában érettségizett (1946), ugyanott az Marosvásárhelyi Orvosi és Gyógyszerészeti Egyetemen orvosi diplomát nyert (1952). Tanársegéd az OGYI biokémiai intézetében (1953–1957), majd adjunktus az élettani intézetben; 1962-ben átveszi a Klinikai Biokémiai Intézet és a Klinikai Központi Laboratórium vezetését. Az orvostudományok doktora (1966), előadótanár, majd professzor. Tanulmányokat folytatott a bochumi Ruhr Egyetemen (1970–1971).
Fő kutatási területe a fehérjék, lipo- és glukoproteinek, immunglobulinok élettani és kóros változásainak vizsgálata mind kísérleti állatokon, mind beteg emberek szervezetében. Kidolgozott három klinikai-kémiai szempontból is jelentős módszert. Több mint másfélszáz tudományos közleménye az Orvosi Szemle, valamint román szakfolyóiratok (Medicina Internă, Viaţa medicală, Fiziologia normală şi patologică, Morfologia normală şi patologică, Ftiziologia, Revue Roumaine de médecine interne) hasábjain, ill. külföldi folyóiratokban (Nature, Medicina del Lavoro, Strahlentherapie, Arzneimittelforschung, Orvosi Hetilap, Kísérletes Orvostudomány, Ideggyógyászati Szemle és mások) hasábjain jelent meg. Általános, szerves és biokémiai jegyzetek társszerzője Kovács Endrével (Marosvásárhely, 1954). Ismeretterjesztő orvosi cikkeit a Korunk, A Hét, TETT, Korunk Füzetek közli.

## Kötetei
- Anatómiai és fiziológiai jegyzet gyógyszerészhallgatók számára (Marosvásárhely, 1960)
- Klinikai és biokémiai jegyzet (magyarul és románul, Marosvásárhely, 1969)
- Immunpatológiai jegyzet (magyarul és románul, Marosvásárhely, 1981)
- Az egészség és betegség határán (1981)
- A molekulák és az élet (Kolozsvár, 1990)